# Färdmekaniker
Färdmekaniker är en tekniskt utbildad person som kan ingå i besättningen på främst större flygplan eller helikoptrar. Färdmekanikerns huvudsakliga arbetsuppgifter är att vara ett tekniskt stöd samt avlasta piloternas arbetsbörda genom att övervaka samt manövrera vissa instrument och reglage. Besättningsrollen var en vanlig företeelse i äldre flygplan eller i militära sammanhang men har idag nästan helt övertagits av tekniska stödsystem (datorer).